# Exidiopsis
Exidiopsis (Bref.) Möller (łojówka) – rodzaj grzybów z rodziny uszakowatych (Auriculariaceae).

## Charakterystyka
Grzyby o płasko rozpostartym owocniku i miąższu o konsystencji woskowatej lub galaretowatej. Saprotrofy.

## Systematyka i nazewnictwo
Pozycja w klasyfikacji według Index Fungorum: Auriculariaceae, Auriculariales, Auriculariomycetidae, Agaricomycetes, Agaricomycotina, Basidiomycota, Fungi.
Polską nazwę nadał Władysław Wojewoda w 1977 r. Synonim naukowy: Exidia subgen. Exidiopsis Bref.
Gatunki występujące w Polsce:
- Exidiopsis alliciens (Berk. & Cooke) K. Wells 1962 – tzw. skórkotrzęsak różowawy
- Exidiopsis effusa Bref. 1888 – łojówka różowawa
- Exidiopsis leucophaea (Bres.) K. Wells 1962 – tzw. skórkotrzęsak ochrowy

Nazwy naukowe na podstawie Index Fungorum. Wykaz gatunków i nazwy polskie według Władysława Wojewody.